# Lago Keret
El lago Keret (en ruso: Кереть, en finés: Kierettijärvi) es un lago de agua dulce situado en la República de Carelia , al noroeste de Rusia .Tiene una superficie de 223 km² .En el interior del lago hay unas 130 islas. Entre noviembre y mayo el lago permanece helado .
- Datos: Q143785